# Luuvaara
Luuvaara är en kulle i Finland.   Den ligger i den ekonomiska regionen  Fjäll-Lappland  och landskapet Lappland, i den norra delen av landet, 800 km norr om huvudstaden Helsingfors. Toppen på Luuvaara är 276 meter över havet, eller 87 meter över den omgivande terrängen. Bredden vid basen är 9,7 km.
Terrängen runt Luuvaara är huvudsakligen platt.  Trakten runt Luuvaara är nära nog obefolkad, med mindre än två invånare per kvadratkilometer.